# Asediul cetății Calais
Asediul cetății Calais (cunoscut în literatura română și ca asediul orașului Calais, în engleză Siege of Calais, în franceză Siège de Calais) a fost întreprins în timpul Războiului de 100 de Ani, de către trupele engleze conduse de Eduard al III-lea, contra celor franceze care s-au baricadat în oraș sub conducerea lui Jean de Vienne. 
La începutul lunii august 1347, după o rezistență eroică a locuitorilor, șase burghezi din oraș conduși de Eustache de Saint-Pierre s-au predat ostatici la curtea regelui Eduard, salvând astfel orașul de la distrugere.
În 1349, deja slăbiți de foametea cauzată de îndelungatul asediu, locuitorii orașului sunt aproape decimați de ciumă. Este repopulat din nou cu englezi, Calais rămânând sub dominație britanică până în 1558.

## Desfășurare
În septembrie 1346, trupele lui Eduard al III-lea s-au apropiat de oraș, și imediat au început pregătirile pentru asediu. Zidurile și șanțurile orașului nu erau ușor de parcurs. Asediul a atras atât Anglia cât și ajutoarele venite din Flandra vecină, pe când regele Filip al VI-lea al Franței nu a reușit să interfereze măcar liniile de alimentare engleze, Eduard, de asemenea, nu a reușit și el să întrerupă aprovizionarea populației Calaisului de către marinarii loiali Franței. Timp de peste două luni, situația pentru ambele părți a fost, în esență, un impas.
În noiembrie, englezii au fost aprovizionați cu tunuri, catapulte, și scări lungi, dar încercările de a lua cu asalt zidurile au continuat să eșueze. Până în februarie, Eduard a renunțat să mai atace orașul, și a decis să ție asediul până când apărătorii acestuia pur și simplu vor muri de foame. Un convoi de aprovizionare francez a mai reușit să furnizeze hrană localnicilor, dar toate încercările ulterioare au fost respinse de marina engleză. Cu toate acestea, Regele Filip a continuat neobosit să hărțuiască inamicul. În primăvară, ambele armate au primit întăriri, dar Filip încă nu putea spera să învingă inamicul, mlaștina din jurul orașului apăra, atacatorii săi.
Până în iunie, rezervele de alimente și apă proaspătă în oraș aproape au fost epuizate. O lună mai târziu, după ce un alt convoi a fost distrus de către flota engleză, 500 de copii și vârstnici au fost expulzați din oraș, astfel încât au rămas doar bărbații sănătoși și femeile care ar putea supraviețui. Englezii au refuzat să-i ajute pe expulzați, și așa au murit de foame chiar în fața zidurilor. Această versiune a evenimentelor a fost respinsă de către cronicarul flamand Jean Le Bel, care l-a lăudat pe Eduard pentru caritatea sa în hrană, acordându-le libera trecere și un mic cadou pentru fiecare expulzat, câte o monedă. 
În data de 1 august, luminile de pe zidurile orașului au semnalizat pregătirile de predare. Filip a distrus tabăra în care s-a bazat anterior armata sa, așa și ne mai atacându-i pe englezi. Eduard a fost convins de către consilierii săi, să permite orășenilor să rămână în viață. După oferirea unor provizii, Regele a permis localnicilor să părăsească orașul.